# 3-甲基硫代芬太尼
3-甲基硫代芬太尼是一种含氮有机硫化合物，化学式C
21H
28N
2OS，属于芬太尼的类似物，1980年代在黑市上首次出现。